# A15級貨櫃船
A15級貨櫃船（英語：A15-class container ship）是韓國現代重工和現代三湖重工為阿拉伯聯合國家輪船建造的11艘貨櫃船系列，最大載櫃量為14993個20呎標準貨櫃。原本為阿拉伯聯合國家輪船擁有，但隨著公司在2017年被赫伯羅特收購，這批船也歸赫伯羅特所有。

## 歷史

### 建造
2013年8月29日，阿拉伯聯合國家輪船向現代重工和現代三湖重工簽訂一份14億美元的造船合同，分別為5艘可載14,000個20呎標準貨櫃的貨櫃船和5艘可載18,000個20呎標準貨櫃的貨櫃船，該合同還包含訂購額外18,000個20呎標準貨櫃的貨櫃船和6艘14,000個20呎標準貨櫃的貨櫃船的選擇權，船隻預計於2014年年底和2015年上半年開始交付，全部船隻將採用「液化天然氣預備」的形式建造。
船隻採用一般新巴拿馬型貨櫃船的雙島型設計。主機是由現代重工製造，德國曼恩柴油機公司設計的MAN-B&W 9S90ME-C10.2柴油發動機，其37,620匹馬力的輸出可以滿足時速18海里。
2014年1月30日，阿拉伯聯合國家輪船行使6艘14,000個20呎標準貨櫃的貨櫃船的選擇權，這批船隻預計在2016年上半年開始交付。

### 投入服務
2014年12月4日，第一艘由現代重工建造的A15級貨櫃船交付。2015年1月2日，第一艘由現代三湖重工建造的A15級貨櫃船交付。
2017年9月28日，最後一艘A15級貨櫃船交付，11艘船全數交付完畢。

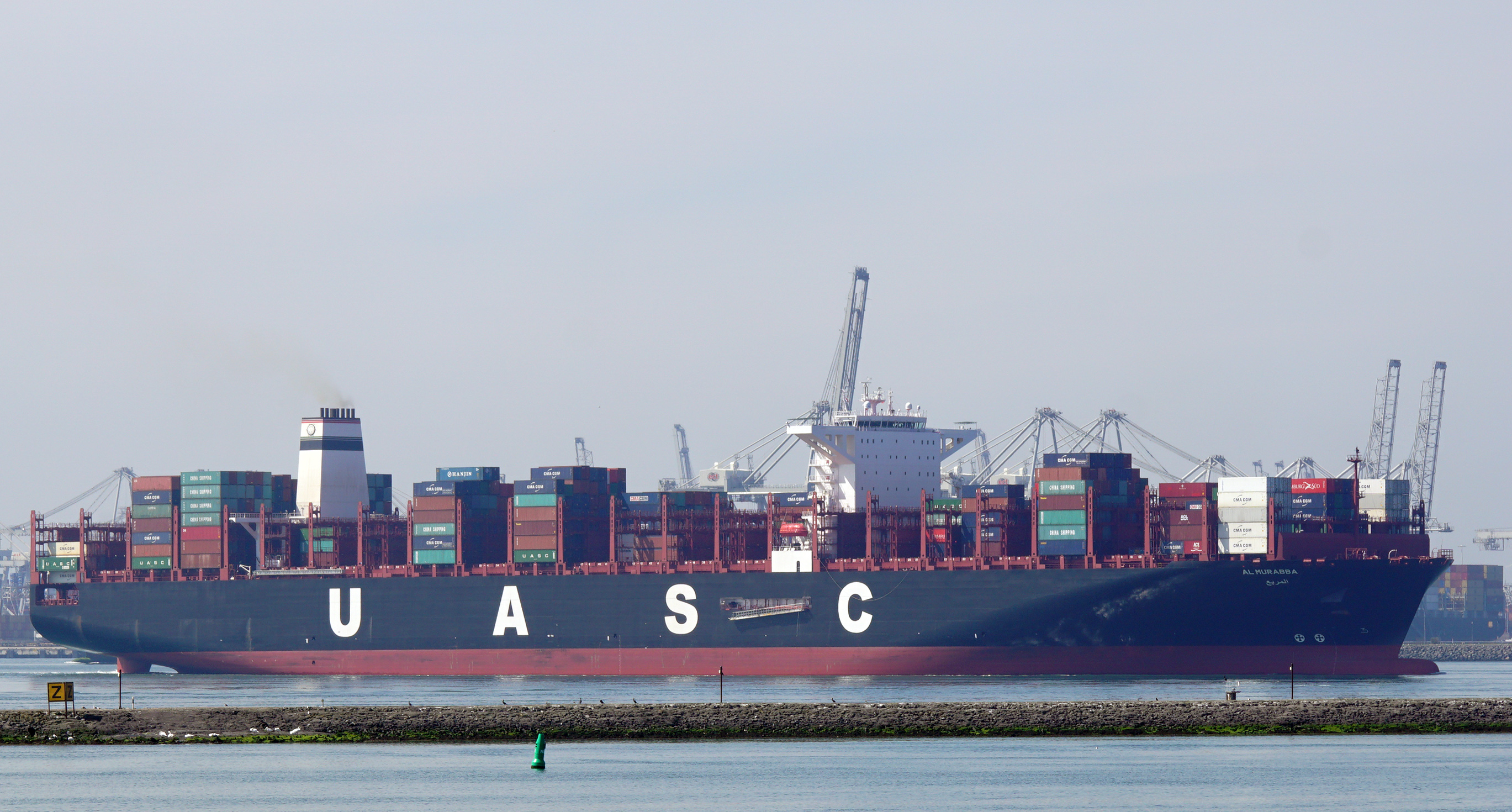
舊塗裝

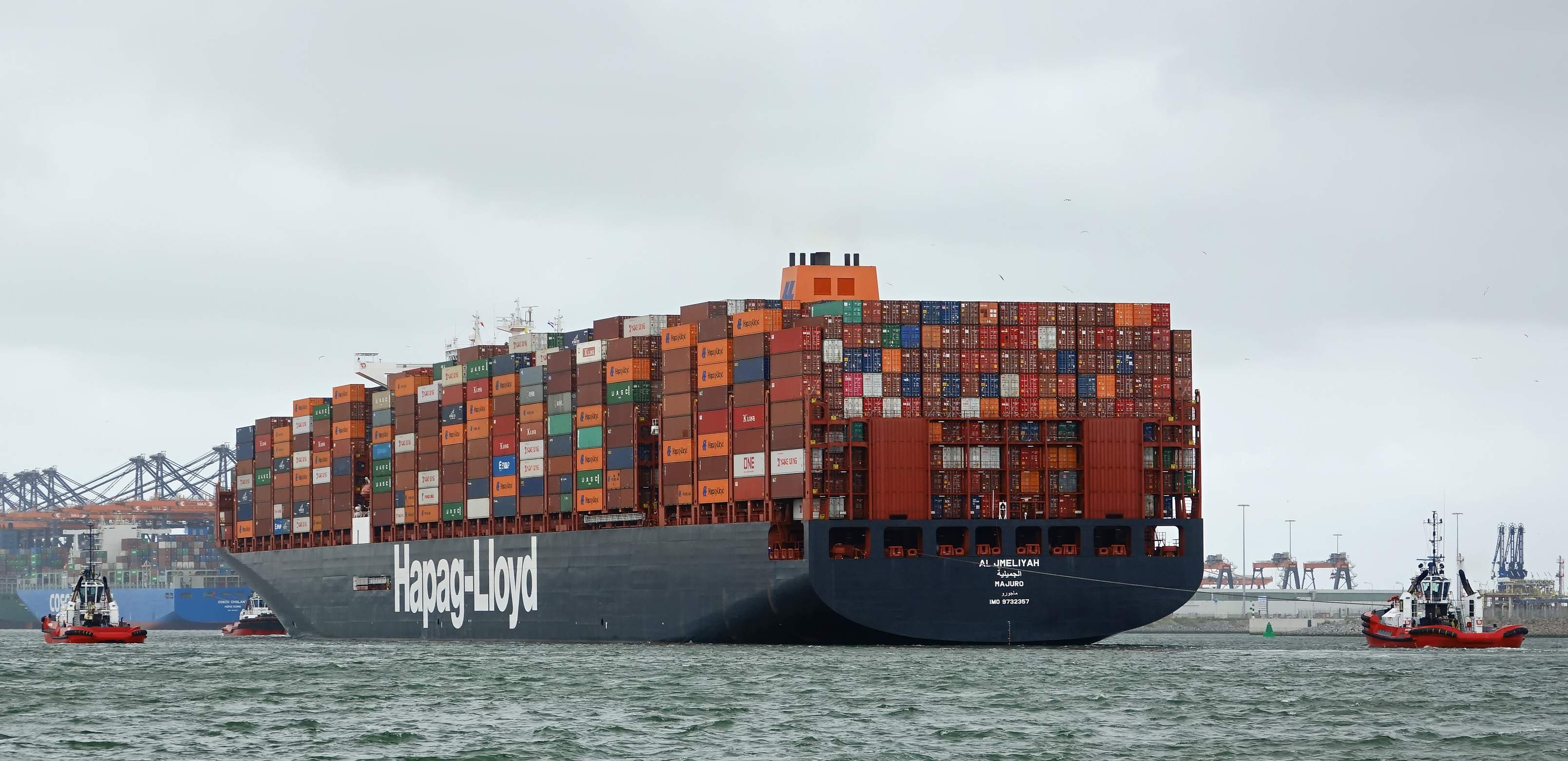
新塗裝

2020年，隨著阿拉伯聯合國家輪船被赫伯羅特收購，11艘原本以黑色配上白色阿拉伯聯合國家輪船標誌塗裝的A15級貨櫃船，陸續改為以黑色配上白色赫伯羅特標誌塗裝。
2020年9月2日，赫伯羅特開始將部分船舶進行LNG動力改裝工程，工程由上海華潤大東船務工程有限公司負責，第一艘為薩吉爾號（Sajir），該船將安裝一個由法國Gaztransport & Technigaz公司設計的6500立方米LNG  Mark III LNG儲存罐，動力引擎也從MAN B&W 9S90ME-C重油引擎換成MAN B&W ME-GI的雙燃料引擎，整個工程耗費3500萬美元。

## 船隻列表
| 船名             | 曾用船名          | 中文船名     | 造船編號 | IMO編號  | 呼號     | 動工日期       | 下水日期       | 交付日期      | 狀態     | 所有者   | 備註     | 參考資料 |
| 現代重工         | 現代重工          | 現代重工     | 現代重工 | 現代重工 | 現代重工 | 現代重工       | 現代重工       | 現代重工      | 現代重工 | 現代重工 | 現代重工 | 現代重工 |
| ---------------- | ----------------- | ------------ | -------- | -------- | -------- | -------------- | -------------- | ------------- | -------- | -------- | -------- | -------- |
| Brussels Express | Sajir (2014-2019) | 布魯塞爾快運 | 2714     | 9708784  | DIGO2    | 2014年6月2日   | 2014年9月26日  | 2014年12月5日 | 服役中   | 赫伯羅特 | LNG動力  | [ 6 ]    |
| Salahuddin       |                   | 薩拉赫丁     | 2715     | 9708796  | 5LKX3    | 2014年7月21日  | 2014年11月14日 | 2015年1月30日 | 服役中   | 赫伯羅特 |          | [ 7 ]    |
| Linah            |                   | 麗娜         | 2716     | 9708801  | DCOD2    | 2014年11月18日 | 2015年2月27日  | 2015年5月20日 | 服役中   | 赫伯羅特 |          | [ 8 ]    |
| 現代三湖重工     |                   |              |          |          |          |                |                |               |          |          |          |          |
| Al Murabba       |                   | 穆拉巴       | S737     | 9708837  | 5LLA7    | 2014年7月29日  | 2014年11月1日  | 2015年1月2日  | 服役中   | 赫伯羅特 |          | [ 9 ]    |
| Al Nasriyah      |                   | 納希利亞     | S738     | 9708849  | DFGA2    | 2015年4月22日  | 2015年7月16日  | 2015年10月1日 | 服役中   | 赫伯羅特 |          | [ 10 ]   |
| Al Dhail         |                   | 戴爾         | S739     | 9732307  | 5LKT9    | 2015年7月20日  | 2015年10月31日 | 2016年1月20日 | 服役中   | 赫伯羅特 |          | [ 11 ]   |
| Al Mashrab       |                   | 馬什拉布     | S740     | 9732319  | 5LLM4    | 2015年9月8日   | 2015年12月12日 | 2016年3月4日  | 服役中   | 赫伯羅特 |          | [ 12 ]   |
| Al Jasrah        |                   | 賈斯拉       | S741     | 9732321  | 5LIJ8    | 2015年11月2日  | 2016年1月25日  | 2016年5月2日  | 服役中   | 赫伯羅特 |          | [ 13 ]   |
| Umm Qarn         |                   | 烏姆卡恩     | S742     | 9732333  | DIKI2    | 2015年12月15日 | 2016年3月5日   | 2016年6月17日 | 服役中   | 赫伯羅特 |          | [ 14 ]   |
| Afif             |                   | 阿菲夫       | S743     | 9732345  | DINY2    | 2015年12月23日 | 2016年5月14日  | 2017年7月27日 | 服役中   | 赫伯羅特 |          | [ 15 ]   |
| Al Jmeliyah      |                   | 傑米利亞     | S744     | 9732357  | DIFL2    | 2015年12月24日 | 2016年6月18日  | 2017年9月28日 | 服役中   | 赫伯羅特 |          | [ 16 ]   |

## 外部連結
- （英文）赫伯羅德首頁